# 日本における漢字

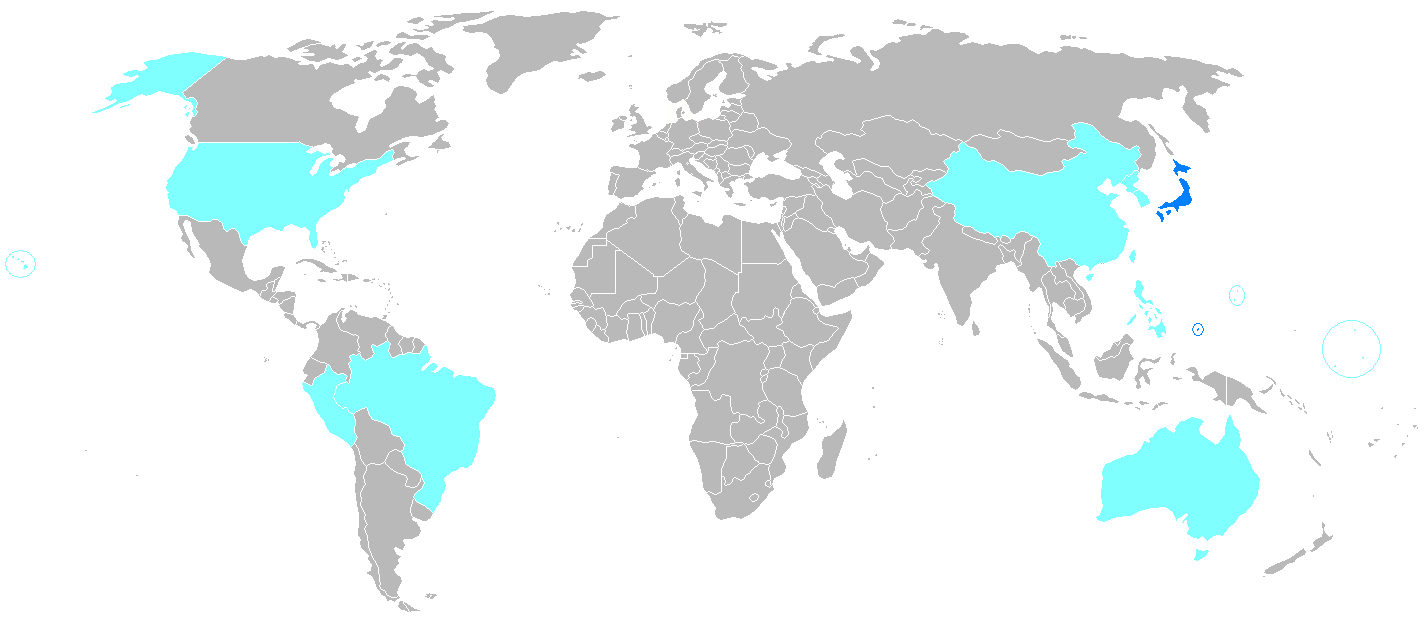
日本語が主要言語または公用語である国や地域
日本語が少数言語として使用される国や地域

日本における漢字（にほんにおけるかんじ）は中国起源の文字で、古代に日本列島に伝来した。日本において漢字は、表音文字である仮名（平仮名、片仮名）と並んで日本語を表記するための主要な文字となっている。現在、日本語の表記は文部科学省の漢字制限（常用漢字、教育漢字）を受けている。漢字の字体も、古典の刊行や書道、一部の人名や企業名といった特定の分野以外では、常用漢字表に基づいたいわゆる新字体を使うことが多い。
また、英語圏やフランス語圏で「Kanji」と言う場合は、日本の漢字、狭義では新字体を指す。

## 日本語の表記

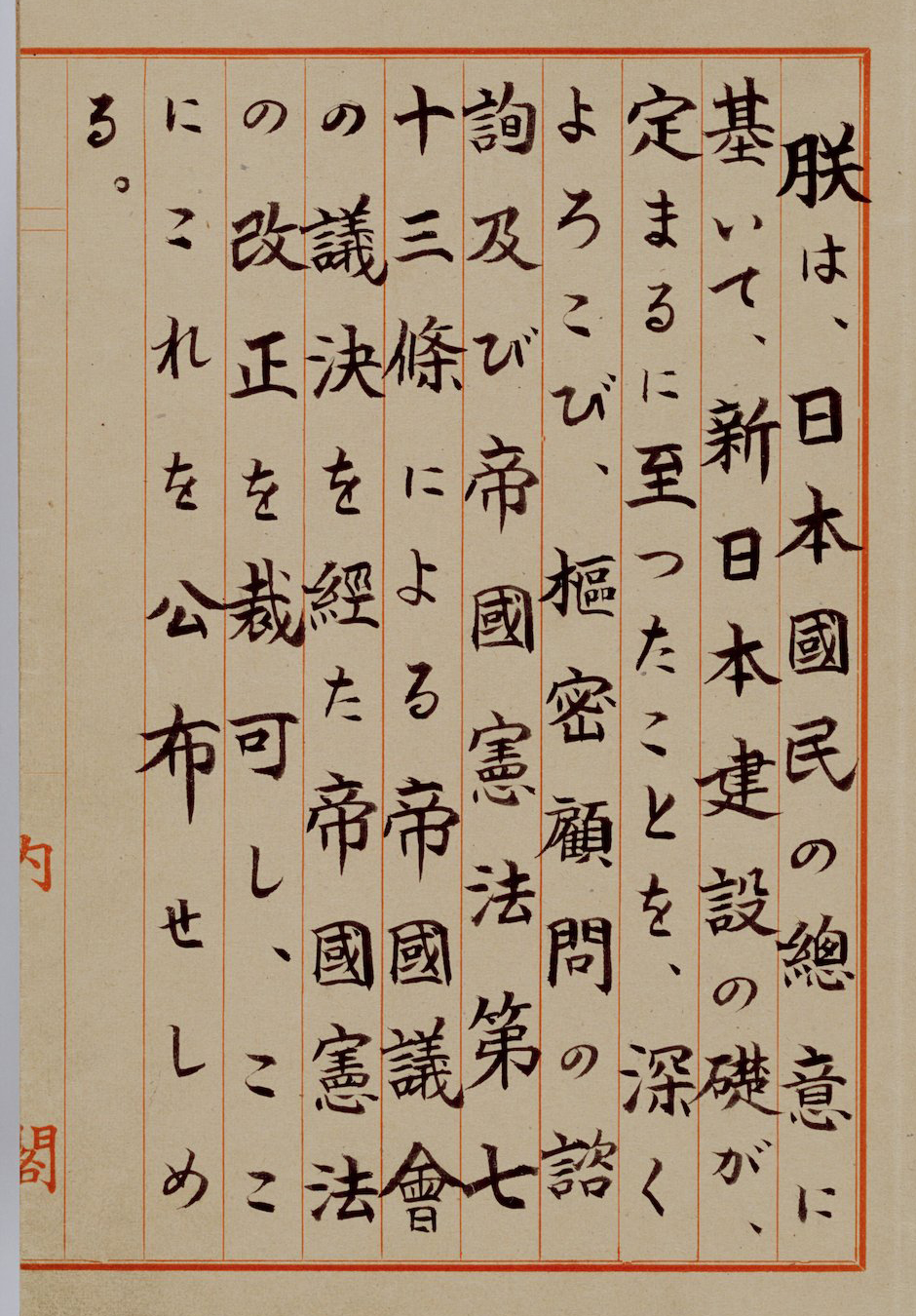
日本国憲法原本「上諭」（1ページ目）。漢字と仮名が混用されている。

現代における日本語の一般的な表記法は漢字仮名交じり文であり、漢字と平仮名（昔の法令などでは片仮名）を交えて表記する。漢字は実質的な意味を表す語に使われ、平仮名は主に活用語尾や助詞に使われる。朝鮮語などでは漢字が主として字音語にしか使われないのに対し、日本語では和語にも使われ、外来語を除いてほとんどの語に使うことができる。煙草（タバコ）や合羽（カッパ）、珈琲（コーヒー）など大航海時代以降にヨーロッパから入った語彙には、外来語であるにもかかわらず漢字が使われるものがある。
日本の事物を表したり、大航海時代だけでなく幕末・明治に欧米諸国から入った概念・用語を日本語に取り入れたりするため、中国大陸にはない和製漢字や国字も多数生み出された（後述）。
日本語における文字の使用は、一般に5世紀から6世紀頃の漢字の本格的輸入とともに始まり、漢字を日本語の音を表記するために利用した万葉仮名が作られた、とされている。一方、藤堂明保は控え目に見ても3世紀から5世紀には日中両国で漢字が日本に入っていたことは確かであると唱えており、森浩一も北九州の弥生時代の銅鏡には大抵漢字で文章が表されており、倭人が銘文の内容を理解できたとすれば、漢字受容の歴史が大きく変わってくるとしている。また、『後漢書』や『倭人伝』における日中の外交記述からも、遅くとも2、3世紀には支配者層における文字の使用を想定する方が自然であるとの意見もある。一方で東日本では、平安時代前期に至っても使用される漢字は限られていた。当該地域では漢字が記号としてしか認識されておらず、古代の漢字の普及には著しい地域偏差が存在していたことが確認されている。
宮脇淳子は、「朝鮮半島の川は全て『江』と表記されるということです。シナ大陸では、黄河は『河』で、揚子江すなわち長江は『江』です。つまり、南部の川は『江』で、北部は『河』と表す。ということは、シナ大陸の北と南では言葉が違っていたということであり、朝鮮半島に最初に入った漢字を使う人々は、海を経由して南から入った可能性が高いと考えられるわけです。その理由として、燕国の東側は拓けるのが遅かったことが挙げられます。その地域一帯は北方騎馬民の勢力圏だから、商隊はすぐに襲われるので安全なルートじゃない。高句麗に入っても靺鞨などが蟠踞しています。そこで海を利用するわけですが、同様に漢字を使う人たちは、日本列島にも東シナ海経由で来た可能性が高いのです。朝鮮半島から日本への渡来人は、いわば第二派だったという説が、現在、かなり有力になっています」と指摘している。
やがて、漢字の草体を元に平安時代初期に平仮名が、漢字の一部を元に片仮名が作られたとされる。
なお、仮名に対して漢字を真名（まな）と呼ぶ。

## 読み
日本語においては、一つの漢字に多くの異なる発音があることが多い。また、同じ発音を持つ漢字が多数あることも珍しくない。
読み方は「音読み」と「訓読み」の2種類に大別される。

### 音読み
音読みは、中国語起源の読み方である。呉音、漢音、唐音、慣用音がある。
呉音は、5-6世紀頃に伝わった漢字音である。通説では、中国の六朝時代南部の呉地方から直接あるいは朝鮮半島を経由して日本に伝わったとされるが、これを実証できる証拠はない。実際には、仏典などに基づく漢音以前の伝統的な読み方が、時代・地域などを考慮せずに纏めて呉音とされてきた経緯がある。漢音は、奈良時代から平安時代にかけて盛んに送られた遣唐使（主な渡航先は西北部の長安）や留学僧が、唐の首都の長安で学んだ読み方が輸入された。更に鎌倉時代から室町時代にかけて、禅僧の留学や関連書の伝来、民間貿易により「唐音」と呼ばれる読み方が伝わった。このうち最も体系的なのは漢音で『広韻』や『集韻』と対応関係が見られる。慣用音は間違って定着したと分かったものや体系に合わないものなどを大正時代以降こう呼んでいる。

### 音読みと中国語
日本漢字音の特徴は、中国語で全て1音節であるものが2音節化されるものが少なくないことである。また語末の閉鎖音[p][t][k]（入声）は日本語では「フ・ツ・チ・ク・キ」となった。このうち[p]に当たる「フ」は日本語のハ行転呼現象と相まって「ウ」に変化し（「集」シフ→シュウ）、あるいは促音「ッ」や「ツ」として定着したものもある（「圧」アフ→アツ）。語末の軟口蓋鼻音[ŋ]は母音化され「ウ・イ」となった（唐音では「ン」）。また古代中国語には清音（無声音）・濁音（有声音）の対立とともに有気音・無気音の対立があったが、日本語にはこの対立がないため字音に反映されていない。また声調も基本的に保持されていない。これらのことにより、同音異義語が多くなっている。

### 訓読み

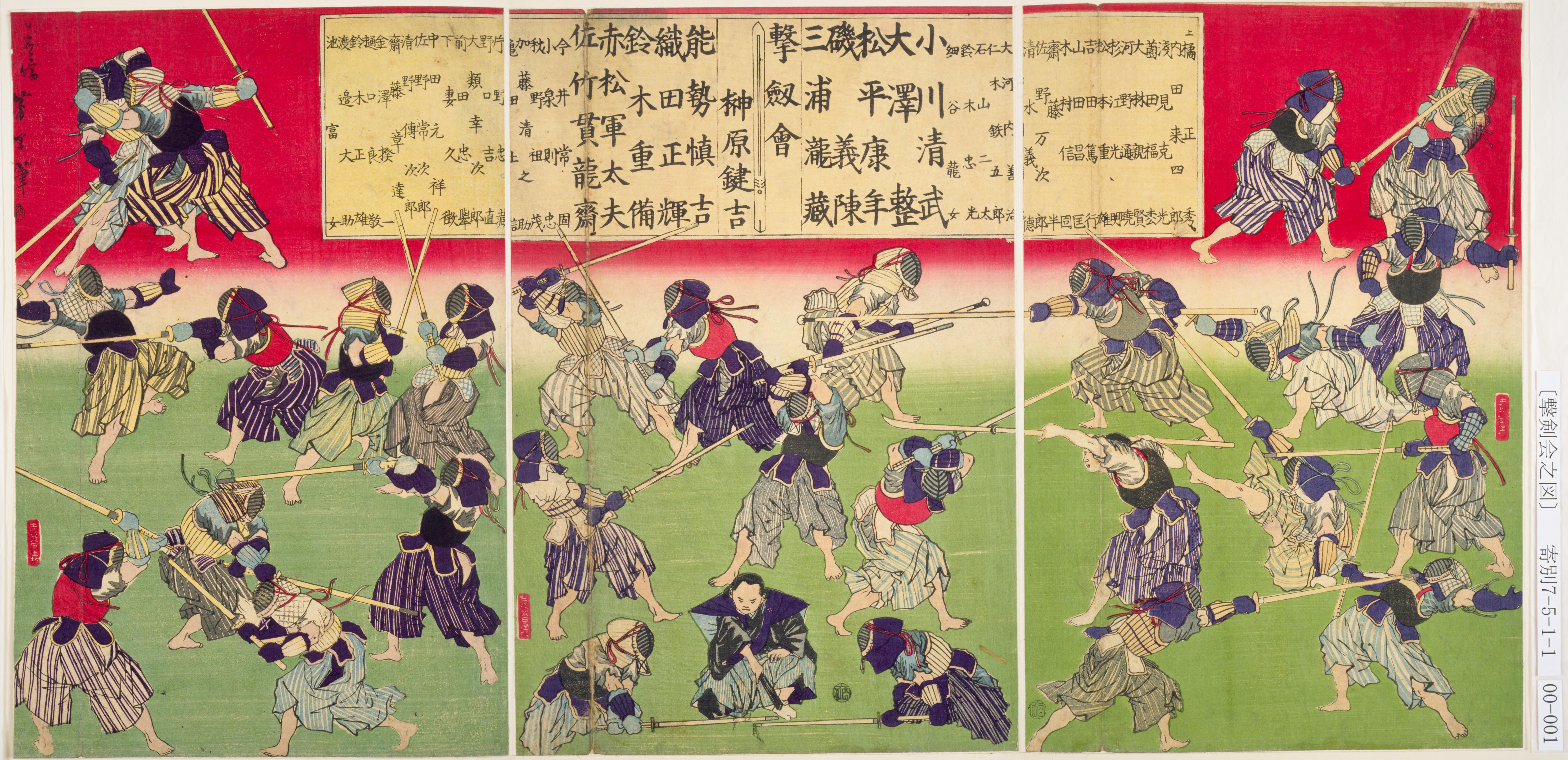
榊原撃剣会絵図（魁斎芳年筆）
日本人の氏名は、基本的に漢字で記されることが多い。

訓読みは、個々の漢字が表す意味を既に存在していた日本語と関連づけることであり、日本語の表記にも用いた。この際の漢字の読み方が、現在の訓読みの起源となっている。
「訓」とは、中国においては難解な語をわかりやすい語で説明したり、古語を現代語で置き換えたり、方言を共通語で説明するものであるが、日本では中国語は外国語であるため日本語に翻訳することを意味する。漢字は外国語（中国語）を表す文字であるため日本語の語彙と一対一対応するべくもなく、一つの漢字に多くの字訓が作られたが、やがて漢文を訓読で素読する習慣と相まって、日本語の一語では説明できない微妙な意味合いは切り捨て、一つの漢字につけられる訓はできるだけ少数の訓読みに限定するように固定化していった。このように日本では漢字に訓読みが定着し、漢字によって日本語を表記する技術を発展させていった。
例えば蛸を「たこ」、椿を「つばき」、沖を「おき」と読むが、中国語では全く違った意味である。このように日本だけで通じる訓読みを「国訓」という。動植物、特に魚の名前（「鮭」＝本来は「さけ」でなく「ふぐ」の意、「鮎」＝本来は「あゆ」でなく「なまず」の意など）には国訓が多い。

### 重箱読み・湯桶読み
音読みと訓読みが1語の中で混用されることがある。音読み＋訓読みの順であるものを重箱読み（ジュウ＋ばこ）、訓読み＋音読みの順であるものを湯桶読み（ゆ＋トウ）という。

### 同綴異義語
日本語では漢字の読みが複数あるが、場合によっては、漢字のみからなるある特定の語に複数の読み方がある場合がある。例えば「仮名」という語には、「仮の名前を意味する（カメイ）」という読みと、「ひらがなとカタカナを総称する文字の分類語である（カナ）」という読みとがある。

## 送りがな
日本語の用言（動詞・形容詞・形容動詞）には活用があるので、その活用する部分だけを平仮名表記して漢字の後に加える事が行われる。

## 振り仮名（ふりがな）
日本語は仮名と漢字を多用する言語であり、（場面によっては他にラテン文字アルファベットなども用いられる）仮名は基本的に表音文字、漢字は表意文字（正確には表語文字）である。そこで、漢字の発音が必ずしも分かりやすくない場合などに、漢字の発音を仮名によって併記することがしばしば行われる。これを「読みがな」「振り仮名（ふりがな）」「ルビ」などと呼ぶ。

## 国字
日本で作られた漢字を国字と言う（国字には他の意味、あるいは日本・中国以外の国で作られた国字も存在するが、ここでは述べない）。国字には峠（とうげ）・畑（はたけ）・辻（つじ）などが挙げられる。主として音読みが無いのが特徴である。ただし働（ドウ）・腺（セン）のように音読みを持つ少数の例外もある。また中国語に取り入れられた国字も少数ながら存在する（「腺」など）。

## 新字体・漢字制限
江戸時代中期における国学の勃興以来、日本語の文字の改革について議論があり、漢字の廃止や制限などが議論されていた。1923年（大正12年）に選定された常用漢字表を皮切りとして、1940年に日本陸軍が「兵器名称用制限漢字表」を決定し、兵器の名に使える漢字を1235字に制限した。1942年には国語審議会が、各省庁および一般社会で使用する漢字の標準を示した合計2528字の「標準漢字表」を答申している。
GHQの占領下の1946年（昭和21年）、占領方針として漢字の廃止が政府決定され、廃止までの当面使用する漢字である1850字の当用漢字を定めた当用漢字表が告示された。1949年（昭和24年）に告示された当用漢字字体表によって俗字、略字、筆写体を多く採用した新字体が使われるようになった。ただし、新字体は俗字や略字の採用であり、体系的な字体の簡略化ではないとして、漢字の体系を破壊した、と批判されることがある。例えば、「竜（龍）」と「襲（襲）」と「滝（瀧）」、「仮（假）」と「暇（暇）」、「独（獨）」と「触（觸）」と「濁（濁）」などは、本来は同じ構成要素を持つにもかかわらず、字体の変更により別の構成要素に見えてしまうものである。また、1948年に当用漢字のうち義務教育で教える881字を選んだ当用漢字別表が告示された。これは教育漢字と呼ばれ、1958年、この881字について便宜上統一した筆順が文部省から刊行された。1981年内閣告示の常用漢字表(1945字)からは漢字表は漢字制限を目指すものではなく目安となった。さらに2010年改定の常用漢字表には2136字が定められている。そのうち教育漢字が1026字となっている。また、常用漢字表では各漢字の読みも示されており、それに示されていない読みは「表外読み」として、固有名詞や専門語を除き新聞・公文書では用いないか、用いた場合はルビを振ることとなっている。

## 漢字教育
小学校で教育漢字の1026字を学習し、中学校で常用漢字のうち教育漢字でない1110字を学習する。高等学校では、共通必履修科目「現代の国語」及び「言語文化」において，常用漢字の読みに慣れることを求めている。
漢字の読みは常用漢字表に示されたものを学習する。また、小学校で学習する漢字であっても、一部の読みを中学校・高等学校で学習する場合や、中学校で学習する漢字であっても一部の読みを高等学校で学習する場合がある。詳しくは、文部科学省「音訓の小・中・高等学校段階別割り振り表」を参照。
例えば、「和」は小学3年で学習する漢字であるが、小学校で学習する読みは「ワ」のみで、中学校で「なご-む、なご-やか、やわ-らぐ、やわ-らげる」の読みを学習し、高校で「オ」の読みを学習することで常用漢字表に示された「和」の読みが出揃う。
ただし、中学入試や高校入試では中学校・高等学校で学習する漢字の読み書きも出題される場合がある。
また、文部科学省は小学校で学習する漢字について、何学年で読みを習うかまでは指定しておらず、小学校では1年・2年で学習する漢字について、訓読みを先に習い、音読みはより上の学年で習う傾向がある（漢字の音読み・訓読みの区別については小学3年で学習する）。

## 筆順に関する誤解
筆画を並べていく順番を筆順という。漢字には本来、固定された筆順はない。筆順は楷書、行書、草書など書体や流派により異なっており、統一されたものではない。しかし1958年（昭和33年）、『筆順指導の手びき』が文部省から出されて以降、学校教育でこれを絶対的に正しいものとして教えている傾向がある。また、日本漢字能力検定では『漢検漢字辞典』に掲載された筆順をもとに、教育漢字が出題範囲となる10級から5級で筆順の問題が出題されている。
さらに、現代日本では現在縦書きと横書きのうち、横書きが優勢である。しかし、『筆順指導の手びき』における筆順は縦書きに適したものである。

## 漢字の研究
漢字が文字研究の対象として本格的に取り上げられるのは、概略していえば江戸時代以降のことであり、それ以前はいわば漢字運用の時代ともいうべき時期であった。例えば『古事記』に見られる「音訓の交用」と「訓のみ」の2つの方法は、万葉仮名を含む日本の漢字の運用的研究といえるものである。
日本で編纂された最古の漢字辞典は平安時代初期、空海が編纂したという『篆隷万象名義』であるといわれる。これはあらゆる漢字を形によって分類し、各類にそれぞれ部首を立て、その部首のもとに排列したもので、漢字には篆書と隷書と掲げた下に小さく音切と簡単な釈義を示す。また、空海は能書家としても知られており、その書論は字形・字体の研究が書道と深く関係する例として見ることができる。
和訓を付した字典として最も古いもの（漢和辞典の体裁を持つもの）は、昌住によって編まれた『新撰字鏡』である。これは異体字を多く含む漢字を部首別に分類して音切と釈義を示したものであるが、意義に注意して分類排列している点は、漢字を語として捉えていることを示している。
これらは漢字を字形によって分類した字書『玉篇』の影響を受けているという。一方、『爾雅』の影響を受け、漢字を意味別に分類したものには、平安時代中期、源順によって編纂された『和名類聚抄』がある。
院政期に作られた『類聚名義抄』は、漢字を部首によって分類した上で音訓・字体などを示しているが、和訓の部分に付された声点は平安時代のアクセントを知るのに貴重である。橘忠兼が編纂した『色葉字類抄』は、和訓によって言葉を明らかにすることを目的に「いろは順」を採用した最古の辞書で、字体・字形・語形・語義のほかに「俗云」などの注記、音節数と漢字数による排列の部分、字訓を先にして字音を後にするなど、漢字についての文字論的見識が散見される。
室町時代には『倭玉篇』（和玉篇）という漢和辞典が編まれた。江戸時代に至るまで流行し、「倭玉篇」が漢和辞典を指す代名詞であったという。また、漢字の字音を研究・分類した韻書として、南北朝時代の『聚分韻略』がある。
江戸時代には漢字を日本語と直接関連づけてみようとはせず、単体としての漢字を研究するものが出現した。字体・字形については、中根元圭『異体字弁』、太宰春台『倭楷正訛』、松本愚山『省文纂攷』、伴直方『国字考』などがある。漢字音については、本居宣長『漢字三音考』『字音仮字用格』『地名字音転用例』、太田全斎『漢呉音図』、義門『男信』などがあり、中国における漢字音に関する研究の幅広さが増したのみならず、日本の漢字音の本格的な研究が起こった。字義については、荻生徂徠『訳文筌蹄』、伊藤東涯『操觚字訣』、皆川淇園『実字解』『虚字解』などがある。多くは漢学者によるものであるが、国学者によるものも少なからずあり、また日本における漢字の出典となる漢籍の研究も、儒学が盛んだった頃から、さらに近現代にかけて拡大・深化した。
明治の頃には、いわゆる文明開化の波に乗って欧米の知識が大量に移入されるようになったのに伴い、漢語が急激に増加したことで、積極的に熟語を収録し始めた。そうした中で「初の近代的漢和辞典」とされるのが『漢和大字典』で、これは熟語を改行して排列した上で語釈を施したほか、総画索引を添えるなどの工夫を凝らしており、以降の漢和辞典の模範となった。
時代が大正に入る頃には、いわゆる国語国字問題の面からも取り上げられ始めるようになった。昭和期には山田孝雄による漢字研究があり、山田忠雄や山田俊雄らによって発展した。また戦前・戦後を通して編纂された『大漢和辞典』は、用例がほとんどない漢字を含めて、親字数約5万字、熟語数53万余、篆文1万字を収録する大規模な漢字辞典である。
2018年（平成30年）3月には「日本漢字学会」（初代会長・阿辻哲次）が設立された。

## 活字やフォントにおける漢字表記
中国の漢字は象形文字として、その成立の時代において既に美や卜占など呪術・宗教的要素を含んでおり（甲骨文字）、その造型性が支えられていた。漢字は後に篆書、隷書、楷書、行書、草書などの書体を完成し日本にも伝わり、日本においてもそれぞれの書体を通じて美の追求と創造が試みられている。近現代では活字を基準としたフォントの創作が盛んである。
一方漢字学者の白川静は『文字逍遥』に「漢字の本質からいえば、あの活字として図形式されたものは、むしろ文字の符号であり、装飾体であって、文字そのものではないともいえるのである。文字を図形的に整形しようとする常用漢字における字形観は、明らかにそのような頽廃と堕落のうちから生まれたものである」と記している。